# Женско биле
Женско биле (Glycyrrhiza glabra), наричано още сладък корен или сладник, е вид растение от семейство Бобови (Fabaceae), разпространено в Южна Европа и Близкия изток. То е тревисто многогодишно растение, достигащо височина 1 m.
Женското биле се отглежда главно в Южна Европа, заради неговите корени. От тях се извлича екстракт, съдържащ голямо количество глициризин, подсладител, повече от 50 пъти по-сладък от захарозата, който има и лечебни свойства. Използва се за подобряване на вкуса на различни медикаменти, както и в безалкохолни напитки и бонбони (напр. лакриц).